# 褒斜道石门及其摩崖石刻
褒斜道石门及其摩崖石刻，位于中国陕西省汉中市汉台区河东店镇，由褒斜道遗址、石门遗址和石门石刻组成，1961年被列为第一批全国重点文物保护单位。1971年建设石门水库后原址没入水下，仅“石门十三品”等十七方摩崖石刻搬迁至汉中市博物馆内。
褒水和斜水（今石头河）均发源于秦岭深处的太白县，前者南流入汉水，后者北流入渭水，两者河谷统称“褒斜谷”，长约250千米，自古即为沟通秦岭南北的要道。褒斜道于战国始筑栈道，是中国最早的人工栈道。

## 石门
褒斜道上的石门（石门隧道）是中国最早的人工隧道，长16.5米，宽4.4米，南口高3.45米，北口高3.75米。石门内及附近有东汉至明清时期的摩崖题刻百余方，统称“石门石刻”，其中最著名的石门十三品包括《鄐君开通褒斜道碑》、《石门颂》、《石门铭》等十三通汉魏时期石刻。
石门位于今陝西省汉中市北37里的褒谷南端，距谷口7里。古褒斜道南出褒谷为七盘山（又称鸡头关）所阻，行旅苦于攀援绕道。東漢永平四年（公元61年），汉明帝下诏，在七盘山下阻碍栈道之地开凿穿石硐，汉中郡太守鄐君奉诏承办。石硐呈南北向，走向与褒谷河道平行，底部高度与栈道在同一水平线上，总长15.75米，宽4.15米，高3.6米。当时无隧道之名，以石门喻之，稱為「栈道石门」。北魏郦道元《水经注》称：「褒水又东南历小门，门穿山通道六丈余。」
永平六至九年（63～66年），石门于修筑褒斜栈道过程中开凿。建和二年（公元148年）《石门颂》记载：「至于永平，其有四年，诏书开斜，凿通石门」。明帝下诏后，经一年准备，太守鄐君组织两千多人于永平六年开工，永平九年完成。北魏永平二年（公元509年）王远《石门铭》记载：「此门盖永平中所穿。」《鄐君开通褒斜道碑》摩崖记载：「永平六年，汉中郡以诏书受广汉、蜀郡、巴郡徒二千六百九十人开通褒斜道。」
石门是褒斜道的重要遗迹。1960年前后，文物部门现场勘察，并已上报中华人民共和国国务院备案的“褒斜道石门及其石刻”的档案中记载：“石门隧道东壁长16.5米，西壁长15米；北道口高3.75米，宽4.1米，南道口高3.45米，宽4.2米；南北高度不等，由南向北高差30至50厘米”。石门内壁并无斧、凿、钻之类的工具所留痕迹，岩面修整平顺。清代罗秀书等人记载，石门为火烧、水激或醋激后敲击而成。《褒谷古迹辑略》所载梁清宽书贾汉复《修栈道歌》中有“积薪一炬石为圻，锤凿既加如削腐”的诗句。